# دریاسالار
| درجه‌های ارتش ایران | درجه‌های ارتش ایران | درجه‌های ارتش ایران |
| نیروها             | نیروها             | نیروها             |
| زمینی و هوایی      | دریایی             |                    |
| ------------------ | ------------------ | ------------------ |
| ارتشبد             | دریابد             |                    |
| سپهبد              | دریاسالار          |                    |
| سرلشکر             | دریابان            |                    |
| سرتیپ              | دریادار            |                    |
| سرتیپ دوم          | دریادار دوم        |                    |
| سرهنگ              | ناخدا یکم          |                    |
| سرهنگ دوم          | ناخدا دوم          |                    |
| سرگرد              | ناخدا سوم          |                    |
| سروان              | ناوسروان           |                    |
| ستوان ۳، ۲ و ۱     | ناوبان ۳، ۲ و ۱    |                    |
| استوار ۲ و ۱       | ناواستوار ۲ و ۱    | ناواستوار ۲ و ۱    |
| گروهبان ۳، ۲ و ۱   | مهناوی ۳، ۲ و ۱    | مهناوی ۳، ۲ و ۱    |
| سرجوخه             | سرناوی             | سرناوی             |
| سرباز ۲ و ۱        | ناوی ۲ و ۱         | ناوی ۲ و ۱         |
| سرباز              | ناوی               | ناوی               |

دریاسالار درجه‌ای نظامی در نیروی دریایی ارتش و نیروی دریایی سپاه پاسداران ایران است که از نظر سلسله مراتب نظامی بالاتر از دریابان و پایین‌تر از دریابد است.
دریاسالار هم‌سنگ سپهبد در نیروی زمینی و هوایی است. دریاسالار همانند Vice Admiral در نیروی دریایی آمریکا و بریتانیا است.
در نیروی دریایی شاهنشاهی ایران شمار اندکی از جمله فرج‌الله رسائی (که بعدها دریابد شد)، ابوالحسن فاطمی، شمس‌الدین صفوی، جعفر کوروس، ناصر رأفت، ابوالفتح اردلان، کمال‌الدین میرحبیب‌اللهی و اسدالله محسن‌زاده توانستند به این درجه ترفیع یابند.  در نیروهای دریایی ارتش جمهوری اسلامی ایران و سپاه پاسداران انقلاب اسلامی تا کنون کسی به این درجه ترفیع نیافته‌است.

## سردوشی‌های دریاسالارهای کشورهای گوناگون

استرالیا
کانادا (سردوشی)
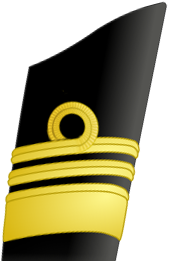
کانادا (سرآستین)
مصر
فرانسه
فرانسه (سردوشی)
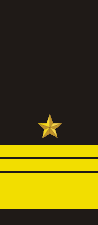
آلمان
لهستان
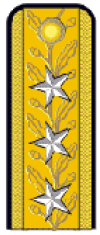
رومانی
اسپانیا
سوئد
انگلستان (سرآستین)
انگلستان (سردوشی)
نیروی دریایی ایالات متحده آمریکا
گارد ساحلی ایالات متحده آمریکا